# A Scooby-Doo-show epizódjainak listája
Ez a lista a A Scooby-Doo-show című sorozat epizódjainak felsorolását tartalmazza.

## Évados áttekintés
| Évad | Évad | Epizódok | Eredeti sugárzás     | Eredeti sugárzás   | Magyar sugárzás      | Magyar sugárzás    |
| Évad | Évad | Epizódok | Évadpremier          | Évadfinálé         | Évadpremier          | Évadfinálé         |
| ---- | ---- | -------- | -------------------- | ------------------ | -------------------- | ------------------ |
|      | 1    | 16       | 1976. szeptember 11. | 1976. december 18. | 1999. november 20.   | 2000. január 9.    |
|      | 2    | 8        | 1977. szeptember 10. | 1977. október 29.  | 2000. december 16.   | 2000. december 31. |
|      | 3    | 16       | 1978. szeptember 9.  | 1978. december 23. | 2001. szeptember 15. | 2001. október 28.  |

## 1. évad
| # | Eredeti cím                                 | Magyar cím                                   | Eredeti premier      | Magyar premier     |
| --- | ------------------------------------------- | -------------------------------------------- | -------------------- | ------------------ |
| 1. | High Rise Hair Raiser                       | Ebenezer szörnyű szelleme                    | 1976. szeptember 11. | 1999. november 20. |
| Fred, Bozont és Scooby állást kapnak egy építkezésen, ahol egy több száz éve halott férfi szelleme kísért és terrorizálja a munkásokat. |                                             |                                              |                      |                    |
| 2. | The Fiesta Host is an Aztec Ghost           | Fieszta egy azték szellem módjára            | 1976. szeptember 18. | 1999. november 27. |
| A csapat Cinquo-ba indul nyaralni, egy mexikói faluba, ahol a fiesztából akarják kivenni a részüket, a hely azonban teljesen elhagyatott, mindenkit elijesztett egy helyi szellem kísértése.                                                                      |                                             |                                              |                      |                    |
| 3. | The Gruesome Game of the Gator Ghoul        | Az aligátorszellem konyhája                  | 1976. szeptember 25. | 1999. november 28. |
| A csapat meglátogatja Scooby unokaöccsét, Scooby-Dum-ot, aki egy étterem tulajdonosainál, Tepsis Mamánál és Papánál lakik, az étterem viszont nem megy túl jól, mivel egy szellem elijesztette őket.                                                              |                                             |                                              |                      |                    |
| 4. | Watt a Shocking Ghost                       | Egyszer volt, 10.000 volt...                 | 1976. október 2.     | 1999. december 4.  |
| A Csodajárgány üzemanyaga kifogy egy fagyos falvacskánál, Winterhaven-ben, ami valósággal elhagyatott... |                                             |                                              |                      |                    |
| 5. | The Headless Horseman of Halloween          | Fejvesztve                                   | 1976. október 9.     | 1999. december 5.  |
| Halloween estéjén a banda Scooby-Dum-ot magával viszi egy jelmezes partira, ahol félelmetes dolgok történnek... |                                             |                                              |                      |                    |
| 6. | Scared a Lot in Camelot                     | A rosszlelkű lovag                           | 1976. október 16.    | 1999. december 11. |
| Bozont nagybácsikájához tett látogatás nem sikerül jól, amikor maga a nagybácsi eltűnik, kastélyában pedig különös dolgok történnek, többek között például felbukkan egy félelmetes varázsló és szolgája, a Fekete Lovag.                                         |                                             |                                              |                      |                    |
| 7. | The Harum Scarum Sanitarium                 | Szellem a szanatóriumban                     | 1976. október 23.    | 1999. december 12. |
| A csapat a Niagara-vízeséshez tart, útközben azonban eltévednek, és egy közeli szanatóriumban szállnak meg, ahonnan betegek tűnnek el és ahová halottakat szállítanak vissza... Ráadásul úgy tűnik, egy egykor ott dolgozó orvos szelleme is a falak közt kísért. |                                             |                                              |                      |                    |
| 8. | The No-Faced Zombie Chase Case              | A pofátlan rém esete                         | 1976. október 30.    | 1999. december 18. |
| Miközben vacsoráznak, Scooby észrevesz egy betöréses rablást, az elkövető pedig egy arc nélküli zombi. A banda a nyomába ered, a zombi pedig egy játékgyárba menekül.                                                                                             |                                             |                                              |                      |                    |
| 9. | Mamba Wamba and the Voodoo Hoodoo           | Mamba Wamba és az elátkozott dal             | 1976. november 6.    | 1999. december 19. |
| A csapat barátjuk, Alex koncertjére utazik, ahol természetfeletti dolgok történnek, mely egy kísérteties birtokra vezeti el őket. Alex zenekarának tagjai a birtokon sorra tűnnek el...                                                                           |                                             |                                              |                      |                    |
| 10. | A Frightened Hound Meets Demons Underground | Démonok a föld alatt, ami ott van, nem marad | 1976. november 13.   | 1999. december 24. |
| A csapat Seattle városába utazik, ahol démonok kísértenek, és úgy tűnik, nem ez az első alkalom Seattle történetében, hogy ilyesmi történik. |                                             |                                              |                      |                    |
| 11. | A Bum Steer for Scooby                      | Scooby találkozik Tamookával                 | 1976. november 20.   | 1999. december 25. |
| Amíg a banda Texas államba utazik Diána Matt bácsikájához, észreveszik, hogy farmján nincs minden rendben: például éjjelenként egy repülő bika szelleme jár vissza a tanyára.                                                                                     |                                             |                                              |                      |                    |
| 12. | There's a Demon Shark in the Foggy Dark     | Cápák, szellemek és cápaszellemek            | 1976. november 25.   | 1999. december 26. |
| Egy reptérről ékszerek tűntek el. Az egyetlen lehetséges elkövető viszont egy fagyasztott cápalény, aki egyre inkább úgy tűnik, hogy él... Idővel a Rejtély Rt. is találkozik vele.                                                                               |                                             |                                              |                      |                    |
| 13. | Scooby-Doo, Where's the Crew?               | Scooby-Doo, merre van a legénység?           | 1976. november 27.   | 2000. január 1.    |
| Hajókázás közben a Rejtély Rt. hajóját három iszonyatos szellem támadja meg... |                                             |                                              |                      |                    |
| 14. | The Ghost That Sacked the Quarterback       | A kósza szellem                              | 1976. december 4.    | 2000. január 2.    |
| Amikor a csapat egy futball-mérkőzést néz, a félidőben eltűnik az egyik játékos, majd kiderül, hogy az eltűnés hátterében egy régi focijátékos szelleme áll. |                                             |                                              |                      |                    |
| 15. | The Ghost of the Bad Humor Man              | Szellemek háromféle ízben                    | 1976. december 11.   | 2000. január 8.    |
| Bozont belevezeti a Csodajárgányt egy fagylaltgyárba, ahol viszont különösebbnél különösebb dolgok történnek. |                                             |                                              |                      |                    |
| 16. | The Spirits of '76                          | A múlt lelkei visszajárnak                   | 1976. december 18.   | 2000. január 9.    |
| A csapat Washington D.C.-ben jár, és meglátogatnak egy múzeumot, majd ottragadnak éjszakára. Éjszaka viszont megelevenednek a viaszfigurák... |                                             |                                              |                      |                    |

## 2. évad
| # | Eredeti cím                            | Magyar cím                        | Eredeti premier      | Magyar premier     |
| --- | -------------------------------------- | --------------------------------- | -------------------- | ------------------ |
| 1. | The Curse of Viking Lake               | A Viking-tó átka                  | 1977. szeptember 10. | 2000. december 16. |
| A banda elutazik a Viking-tóhoz, hogy meglátogassák Vilma John bácsikáját. |                                        |                                   |                      |                    |
| 2. | Vampire Bats and Scaredy Cats          | Vámpír bőregerek és félős macskák | 1977. szeptember 17. | 2000. december 17. |
| A banda és Scooby-Dum elutaznak egy barátjukhoz, Lisához, közeledő tizennyolcadik születésnapját megünnepelni a Koponya-szigetre, ahol gyámjának szállodája van. A szállodában viszont koporsók, denevérek és vámpírok jelennek meg...                                                                                           |                                        |                                   |                      |                    |
| 3. | Hang in There, Scooby-Doo              | Az őshüllő szelleme               | 1977. szeptember 24. | 2000. december 23. |
| Egy sárkányrepülő-versenyre tart a banda, szállóhelyük közelében viszont egy repülő őshüllő kísért... |                                        |                                   |                      |                    |
| 4. | The Creepy Heap from the Deep          | A lelkek réme                     | 1977. október 1.     | 2000. december 24. |
| A banda saját tengerparti bulit készül csapni egy éjszaka, amikor rejtélyes jeleket vesznek észre, majd felbukkan egy tengeri szörnyeteg is. Egy tengerparti házba menekülnek, ahol az ottlakó kapitány elmondja, hogy a lélekfaló teremtmény bárkinek elveheti a lelkét. Később a banda a kapitányt holtan találja lakásában... |                                        |                                   |                      |                    |
| 5. | The Chiller Diller Movie Thriller      | A mozi fantomja                   | 1977. október 8.     | 2000. december 25. |
| Scooby-Doo és Scooby-Dum unokatestvére, Scooby-Dee új filmet forgat, ahova a banda és Dum is hivatalosak. Később vonatra szállnak, a vonaton viszont egy halott filmsztár, Milo Booth szelleme háborgatja az utasokat. |                                        |                                   |                      |                    |
| 6. | The Spooky Case of the Grand Prix Race | A Grand Prix verseny fantomja     | 1977. október 15.    | 2000. december 26. |
| Az Osbourne Grand Prix indulói mind különös körülmények között tűnnek el... Scooby és a banda kideríti, hogy egy fantomversenyző rabolja őket el. |                                        |                                   |                      |                    |
| 7. | The Ozark Witch Switch                 | A család boszorkánya              | 1977. október 22.    | 2000. december 30. |
| A Hatfield és McCoy család ősidők óta rivalizálásban él, a Hatfield család leszármazottai pedig ma rettegésben élnek a McCoy család boszorkányától, aki éjjelente jár hozzájuk és békává változtatja a család tagjait. A Rejtély Rt. is belebotlik a boszorkányba...                                                             |                                        |                                   |                      |                    |
| 8. | Creepy Cruise                          | Az időgép                         | 1977. október 29.    | 2000. december 31. |
| Egy hajóúton a csapat találkozik egy professzorral, aki azt állítja, feltalálta az időgépet. Az időgép azonban meghibásodik, és a jövőből egy szörnyeteget hív elő... |                                        |                                   |                      |                    |

## 3. évad
| # | Eredeti cím                             | Magyar cím                                    | Eredeti premier      | Magyar premier       |
| --- | --------------------------------------- | --------------------------------------------- | -------------------- | -------------------- |
| 1. | Watch Out! The Willawaw!                | Vigyázz! A villovó!                           | 1978. szeptember 9.  | 2001. szeptember 15. |
| Vilma meghívást kap Dan bácsikájától. A banda látogatást tesz, de nem találják Dan bácsit, de több bagolyszellemet vélnek felfedezni a szigeten, melyen a háza áll.                                                                                        |                                         |                                               |                      |                      |
| 2. | A Creepy Tangle in the Bermuda Triangle | Hátborzongató borzalom a Bermuda-háromszögben | 1978. szeptember 16. | 2001. szeptember 16. |
| A Golf-áramlat sodrásának köszönhetően a banda a Bermuda-háromszög egyik szigetén találja magát, ahol először úgy tűnik, nincs senki... |                                         |                                               |                      |                      |
| 3. | A Scary Night with a Snow Beast Fright  | Jégfenevad, add meg magad!                    | 1978. szeptember 23. | 2001. szeptember 22. |
| A banda Krueger professzort követi az Északi-sarkra, ahol egy óriási őslény tombol, melyet Jégfenevadként ismernek. A nyomozást egy hóvihar nehezíti meg.                                                                                                  |                                         |                                               |                      |                      |
| 4. | To Switch a Witch                       | A boszorkány bosszúja                         | 1978. szeptember 30. | 2001. szeptember 23. |
| Halloween éjszakáján Új-Angliába utazik a banda, ahol egyik barátjukat szörnyű átok sújtja, mely szerint átváltozik minden éjszaka egy boszorkánnyá. |                                         |                                               |                      |                      |
| 5. | The Tar Monster                         | A szurokszörny                                | 1978. október 7.     | 2001. szeptember 29. |
| Törökországi útjuk során a banda egy ásatásra tart, melyet egy szurokszörny tart rettegésben. |                                         |                                               |                      |                      |
| 6. | A Highland Fling with a Monstrous Thing | A skót szörny meg a szörnyű skót              | 1978. október 14.    | 2001. szeptember 30. |
| A banda egy barátjukhoz, Angie McDuff otthonába utazik Skóciába, ahol egy rokona szelleme kísért, és a legendának hitt Loch Ness-i szörny is megjelenik.                                                                                                   |                                         |                                               |                      |                      |
| 7. | The Creepy Case of Old Iron Face        | Különös kaland a Koponya-szigeten             | 1978. október 21.    | 2001. október 6.     |
| A banda vízisíelni megy, ahol megtámadja őket egy rejtélyes szellem. Később megtudják, hogy egy elvetemült bűnöző szelleme kísért a környéken, valamint vendéglátójuk is eltűnt.                                                                           |                                         |                                               |                      |                      |
| 8. | Jeepers, It's the Jaguaro!              | Ó, jaj, a Jaguáró!                            | 1978. október 28.    | 2001. október 7.     |
| Kényszerleszállást hajt végre a csapat repülőgépe egy brazíliai dzsungelben, miközben Rio De Janeiro városába tartanak. A dzsungelben egy macskaisten, a Jaguáró tartja rettegésben az őslakosokat.                                                        |                                         |                                               |                      |                      |
| 9. | Make a Beeline Away from That Feline    | Ez a macskaméreg nem a ciánkáli!              | 1978. november 4.    | 2001. október 13.    |
| A csapat Diána nénikéjét, Olivia nénit látogatja meg New York City-ben, amikor tudomást szereznek arról, hogy a néni minden éjjel átváltozik egy macskaszörnnyé, aki bűncselekményeket követ el.                                                           |                                         |                                               |                      |                      |
| 10. | The Creepy Creature of Vulture's Claw   | Sáskaszörny a Keselyűkaromban                 | 1978. november 11.   | 2001. október 14.    |
| A banda látogatást tesz a Keselyűkarom botanikus kertben, ahol egy mutáns sáskaszörny ólálkodik. |                                         |                                               |                      |                      |
| 11. | The Diabolical Disc Demon               | Futás! Itt a fantom!                          | 1978. november 18.   | 2001. október 20.    |
| A banda meglátogatja barátjukat, Jimmy Lewis-t, lemezfelvételén a Decade Records-nál. A felvételt azonban megzavarja egy szellem, aki megfenyegeti, hogy az életével játszik, ha nem lép ki.                                                               |                                         |                                               |                      |                      |
| 12. | Scooby's Chinese Fortune Kooky Caper    | Kínai kaland a kincsekkel                     | 1978. november 25.   | 2001. október 21.    |
| A kínai Rampoo városában a banda barátjukkal, Kimmel találkozik. Kim nemesi családból származik, közé, és az őt illető kincs közé csak egy Holdszellemnek nevezett kísértet áll, aki a legenda szerint ha árnyékot vet valakire, az azonnal kővé változik. |                                         |                                               |                      |                      |
| 13. | A Menace in Venice                      | Veszélyes vizeken Velencében                  | 1978. december 2.    | 2001. október 22.    |
| A banda újabb barátjukat látogatja meg, Antoniót, Velencében, akit egy szellem kísért, és a családi ékszereket lopja. |                                         |                                               |                      |                      |
| 14. | Don't Go Near the Fortress of Fear      | Az erőd dőre őre                              | 1978. december 9.    | 2001. október 23.    |
| A banda Puerto Rico városába megy, ahol rejtélyes ágyúlövésekre lesznek figyelmesek, amik egy közeli erődből jönnek. Az erődöt egy rejtélyes figura terrorizálja.                                                                                          |                                         |                                               |                      |                      |
| 15. | The Warlock of Wimbledon                | A Wimbledon-i varázsló                        | 1978. december 16.   | 2001. október 27.    |
| Wilmbledon, Anglia - A banda újabb célpontja, barátjukat pedig egy félelmetes átkokat szóró szellem kísérti, aki minden erejével azon van, hogy véget vessen áldozata sportkarrierjének.                                                                   |                                         |                                               |                      |                      |
| 16. | The Beast is Awake in Bottomless Lake   | A Feneketlen-tó fenevada                      | 1978. december 23.   | 2001. október 28.    |
| A banda Kanadába utazik egy horgásztúrára, amikor találkoznak egy tengeri szörnyeteggel, aki miatt az egész környék szinte teljesen kihalt. |                                         |                                               |                      |                      |